# Flykt utan mål
Flykt utan mål (eng. Running on Empty) är en amerikansk långfilm från 1988 i regi av Sidney Lumet, med River Phoenix, Christine Lahti, Judd Hirsch och Martha Plimpton i rollerna.

## Handling
Danny Pope har en hemlighet. Hans föräldrar är på rymmen från FBI efter ett bombdåd på 1970-talet. Danny blir förälskad i sin pianolärares dotter och till slut berättar han hela historien för henne.

## Rollista
| Christine Lahti | – Annie Pope        |
| River Phoenix   | – Danny Pope        |
| Judd Hirsch     | – Arthur Pope       |
| Jonas Abry      | – Harry Pope        |
| Martha Plimpton | – Lorna Phillips    |
| Ed Crowley      | – Mr. Phillips      |
| L.M. Kit Carson | – Gus Winant        |
| Steven Hill     | – Donald Patterson  |
| Augusta Dabney  | – Abigail Patterson |

## Utmärkelser

### Vinster
- Golden Globe: Bästa manus (Naomi Foner)

### Nomineringar
- Oscar: Bästa manliga biroll (River Phoenix), Bästa originalmanus (Naomi Foner)
- Golden Globe: Bästa regi (Sidney Lumet), Bästa film - drama, Bästa manliga biroll i en film (River Phoenix), Bästa kvinnliga huvudroll i en film - drama (Christine Lahti)